# Ismaël Ankobo
Eddy Ismaël Euloge Ankobo (Brazzaville, 13 ottobre 1997) è un calciatore congolese (Repubblica del Congo), attaccante dei Power Dynamos.

## Carriera

### Club
Ha giocato nella prima divisione congolese e in quella marocchina (11 presenze nell'IR Tanger e 2 presenze nel FAR Rabat).

### Nazionale
Tra il 2016 ed il 2017 ha giocato complessivamente tre partite in nazionale, tra cui anche una nelle qualificazioni alla Coppa d'Africa ed una nelle qualificazioni ai Mondiali.

## Statistiche

### Cronologia presenze e reti in nazionale
| Cronologia completa delle presenze e delle reti in nazionale ― Rep. del Congo | Cronologia completa delle presenze e delle reti in nazionale ― Rep. del Congo | Cronologia completa delle presenze e delle reti in nazionale ― Rep. del Congo | Cronologia completa delle presenze e delle reti in nazionale ― Rep. del Congo | Cronologia completa delle presenze e delle reti in nazionale ― Rep. del Congo | Cronologia completa delle presenze e delle reti in nazionale ― Rep. del Congo | Cronologia completa delle presenze e delle reti in nazionale ― Rep. del Congo | Cronologia completa delle presenze e delle reti in nazionale ― Rep. del Congo |
| Data                                                                          | Città                                                                         | In casa                                                                       | Risultato                                                                     | Ospiti                                                                        | Competizione                                                                  | Reti                                                                          | Note                                                                          |
| ----------------------------------------------------------------------------- | ----------------------------------------------------------------------------- | ----------------------------------------------------------------------------- | ----------------------------------------------------------------------------- | ----------------------------------------------------------------------------- | ----------------------------------------------------------------------------- | ----------------------------------------------------------------------------- | ----------------------------------------------------------------------------- |
| 4-9-2016                                                                      | Brazzaville                                                                   | Rep. del Congo                                                                | 1 – 0                                                                         | Guinea-Bissau                                                                 | Qual. Coppa d'Africa 2017                                                     | -                                                                             | 82’                                                                           |
| 12-11-2016                                                                    | Kampala                                                                       | Uganda                                                                        | 1 – 0                                                                         | Rep. del Congo                                                                | Qual. Mondiali 2018                                                           | -                                                                             | 83’                                                                           |
| 11-1-2017                                                                     | Brazzaville                                                                   | Rep. del Congo                                                                | 0 – 2                                                                         | Senegal                                                                       | Amichevole                                                                    | -                                                                             | 56’                                                                           |
| Totale                                                                        |                                                                               | Presenze                                                                      | 3                                                                             |                                                                               | Reti                                                                          | 0                                                                             |                                                                               |